# Arzobispado Castrense de España
El Arzobispado Castrense de España u ordinariato militar de España (en latín: Ordinariatus Militaris Hispaniae) es una circunscripción eclesiástica de la Iglesia católica en España. Se trata de un ordinariato militar latino, inmediatamente sujeto a la Santa Sede. Desde el 15 de noviembre de 2021 el ordinario militar es el arzobispo Juan Antonio Aznárez.

## Territorio y organización
El ordinariato militar tiene jurisdicción personal peculiar ordinaria y propia sobre los fieles católicos militares de rito latino (y otros fieles definidos en los estatutos), incluso si se hallan fuera de las fronteras del país, pero los fieles continúan siendo feligreses también de la diócesis y parroquia de la que forman parte por razón del domicilio o del rito, pues la jurisdicción es cumulativa con el obispo del lugar. Los cuarteles y los lugares reservados a los militares están sometidos primera y principalmente a la jurisdicción del ordinario militar, y subsidiariamente a la jurisdicción del obispo diocesano cuando falta el ordinario militar o sus capellanes. El ordinariato tiene su propio clero, pero los obispos diocesanos le ceden sacerdotes para llevar adelante la tarea de capellanes militares de forma exclusiva o compartida con las diócesis. 
La sede del ordinariato militar se encuentra en la ciudad de Madrid, en donde se halla la Catedral del Sacramento.
Desde la creación del arzobispado castrense, los sacerdotes que superen la oposición, pasan a ser capellanes castrenses formando parte del Servicio de Asistencia Religiosa las Fuerzas Armadas (SARFAS). Los capellanes, no son militares como tal, sino que tienen consideración de militares, concretamente asociados y con equivalencia a la escala de oficiales. Pero teniendo los mismos derechos que los oficiales.

## Seminario Castrense/ Escuela de Capellanes «San Juan Pablo II»
El arzobispado castrense de España cuenta con un seminario para formar a sus futuros sacerdotes/capellanes: el Seminario Castrense / Escuela de capellanes «San Juan Pablo II». Localizado en Madrid (Calle del Nuncio n.º 13), contaba durante el curso 2017-2018 con 17 seminaristas. El seminario cuenta con 7 cursos: el propedéutico (añadido al plan de estudios a partir del curso 2024/2025) consiste en un año de discernimiento y formación básica eclesiástica y militar, y 5 cursos universitarios, dos de filosofía y tres de teología, que es el bachiller en teología (con equivalencia a un grado universitario civil), recibidos en la Universidad Eclesiástica San Dámaso, en Madrid. El séptimo curso consiste en hacer pastoral en alguna de las parroquias castrenses o academias de las FFAA. La licenciatura eclesiástica «máster» (obligatoria para capellán permanente) cuenta con dos o tres cursos extra, dependiendo de la especialidad, más la tesina, de seis meses a un año. Que generalmente se estudia siendo ya capellán temporal y compaginándolo con el trabajo. 
Se puede ingresar como seminarista siendo civil o militar, poniéndose en contacto con el rector del mismo. Además de la formación eclesiástica impartida en la universidad y en el seminario. Todos, desde los del propedéutico hasta los diáconos, van tres veces de maniobras al año (generalmente con la Academia de Infantería  de Toledo, aunque también se han hecho con otras unidades u otros ejércitos). 
En 2021 en el ordinariato militar existían 238 parroquias. El arzobispado castrense está organizado en seis vicarías, correspondientes a las tres ramas de las Fuerzas Armadas: Ejército de Tierra, Armada y Ejército del Aire y del Espacio, así como también a las Fuerzas y Cuerpos de Seguridad del Estado: Guardia Civil, Policía Nacional y Ministerio de Defensa. 
Iglesias relacionadas
- Iglesia Parroquial castrense de Santa María de la Dehesa (Madrid)
- Iglesia de San Fernando (Zaragoza)
- Iglesia de Santo Domingo (Cartagena)
- Parroquia castrense de Barcelona
- Iglesia castrense de San Francisco (Ferrol)
- Convento de Santo Domingo (Valencia)
- Iglesia Castrense de Santa Margarita (Palma de Mallorca)
- Capilla La Pastora (Sevilla)
- Parroquia castrense Nuestra Señora de Loreto, en el barrio Ciudad del Aire (Alcalá de Henares), en Madrid.
- Iglesia de la Base Aérea de Torrejón de Ardoz, en Madrid
- Parroquia de la Armada (Madrid)
- Parroquia vaticana y castrense de San Francisco de Asís (San Fernando, Cádiz)

## Historia
El fuero militar ya existía en España en el primer tercio del siglo XVI y fue progresivamente regulado durante los siglos XVI y XVII. Heredero de los sacerdotes, obispos y otros religiosos que asistían al personal militar de los reinos españoles, en los primeros años de 1700 se unificó bajo un vicariato general, siendo nombrado primer vicario general Carlos de Borja y Centellas, quien posteriormente también sería nombrado patriarca de las Indias Occidentales.
El breve Apostolicae benignitatis del papa Clemente XIII del 10 de marzo de 1762 sometió a los capellanes militares al patriarca de las Indias Occidentales, cuyo título era prerrogativa de los vicarios generales del ejército. Otro breve sobre la jurisdicción eclesiástica militar española fue emitido por el papa Clemente XIII el 14 de marzo de 1764.
Por real decreto del rey Carlos III de 11 de mayo de 1762, se reguló la figura del capellán mayor, vicario general de los ejércitos de mar y tierra y la adhirió permanentemente al título de patriarca de las Indias Occidentales.
Otro breve sobre la jurisdicción eclesiástica militar española fue emitido por el papa Pío VII el 12 de junio de 1807.
El concordato entre España y la Santa Sede de 1851 mantuvo la figura del vicariato castrense.
Vacante desde 1930, durante los últimos años de la Segunda República se anuló la jurisdicción religiosa en el ámbito militar, cesando al entonces obispo castrense y patriarca Ramón Pérez Rodríguez. El vicariato militar fue suprimido por la Santa Sede el 30 de marzo de 1933.
Tras esto, no fue restituido plenamente hasta el 5 de agosto de 1950, siendo confirmado en el concordato entre España y la Santa Sede de 1953, sobre la base de un acuerdo estipulado en Roma entre la Santa Sede y el Gobierno español.
Ya en plena transición democrática, se acordó un nuevo concordato en 1979 que mantuvo la figura y en 1990 se creó el Servicio de Asistencia Religiosa en las Fuerzas Armadas, recogiendo legalmente la denominación de arzobispado castrense, puesto que desde 1951 su titular poseía categoría de arzobispo. 
Mediante la promulgación de la bula Spirituali Militum Curae por el papa Juan Pablo II el 21 de abril de 1986 los vicariatos militares fueron renombrados como ordinariatos militares o castrenses y equiparados jurídicamente a las diócesis. Cada ordinariato militar se rige por un estatuto propio emanado de la Santa Sede y tiene a su frente un obispo ordinario nombrado por el papa teniendo en cuenta los acuerdos con los diversos Estados. 
Los estatutos del arzobispado castrense de España fueron aprobados por la Congregación para los Obispos el 14 de noviembre de 1987.

## Estadísticas
Según el Anuario Pontificio 2022 el ordinariato militar tenía a fines de 2021 un total de 116 sacerdotes y 5 religiosos.
| Año                                                                             | Población | Población | Población      | Sacerdotes | Sacerdotes | Sacerdotes | Católicos por sacerdote | Diáconos permanentes | Religiosos | Religiosos | Parroquias y cuasiparroquias |
| Año                                                                             | Católicos | Total     | % de católicos | Total      | Diocesanos | Regulares  | Católicos por sacerdote | Diáconos permanentes | Masculinos | Femeninos  | Parroquias y cuasiparroquias |
| ------------------------------------------------------------------------------- | --------- | --------- | -------------- | ---------- | ---------- | ---------- | ----------------------- | -------------------- | ---------- | ---------- | ---------------------------- |
| 1999                                                                            |           |           |                | 144        | 135        | 9          |                         |                      | 9          | 170        |                              |
| 2000                                                                            |           |           |                | 144        | 135        | 9          |                         |                      | 9          | 148        |                              |
| 2001                                                                            |           |           |                | 134        | 127        | 7          |                         |                      | 7          | 120        |                              |
| 2002                                                                            |           |           |                | 131        | 124        | 7          |                         |                      | 7          | 110        |                              |
| 2003                                                                            |           |           |                | 118        | 111        | 7          |                         |                      | 7          | 60         |                              |
| 2004                                                                            |           |           |                | 123        | 117        | 6          |                         |                      | 6          | 58         |                              |
| 2013                                                                            |           |           |                | 119        | 116        | 3          |                         |                      | 3          | 51         | 239                          |
| 2016                                                                            |           |           |                | 121        | 118        | 3          |                         |                      | 3          | 47         | 238                          |
| 2019                                                                            |           |           |                | 127        | 122        | 5          |                         |                      | 5          | 43         | 238                          |
| 2021                                                                            |           |           |                | 116        | 111        | 5          |                         |                      | 5          |            | 238                          |
| Fuente: Catholic-Hierarchy, que a su vez toma los datos del Anuario Pontificio. |           |           |                |            |            |            |                         |                      |            |            |                              |

## Carrera militar
Para ser capellán en las FFAA e ingresar en el SARFAS hay que aprobar una oposición, dirigida por un tribunal eclesiástico-militar.  
Consiste en el aprendizaje de un temario establecido por el BOE en la convocatoria correspondiente y un examen médico llevado a cabo por el cuerpo de sanidad militar, en el Hospital Central de la Defensa Gómez Ulla. La prueba teórica se divide en dos partes, la primera consiste en realizar un examen escrito sobre la normativa y reglamentación del arzobispado castrense / SARFAS. Y la segunda parte consiste en la exposición oral de un tema (sobre el Catecismo de la Iglesia católica) ante el tribunal y elegido por ellos al azar. Como dicta el Boletín Oficial de Defensa. 
Existen dos oposiciones, para capellán temporal y para capellán permanente. Y ambas tienen el mismo procedimiento y el mismo temario.
Para ser capellán temporal hay que tener los siguientes requisitos:
- Tener nacionalidad española.
- No cumplir ni haber cumplido en el año de la convocatoria los 50 años de edad.
- Haberse formado en el Seminario Castrense / Escuela de capellanes «San Juan Pablo II», (salvo si ya se es sacerdote).
- Disponer del permiso del obispo de la respectiva diócesis a la que pertenezca (en caso de ser ya sacerdote).

Hay varias formas de optar a capellán temporal:
- Siendo seminarista castrense, en el Seminario Castrense / Escuela de capellanes «San Juan Pablo II», (calle del Nuncio Nº13) Madrid.
- Siendo ya sacerdote en una diócesis española.

En el puesto de capellán temporal se podrá permanecer como máximo 8 años, tras este periodo, el sacerdote, si no oposita a capellán permanente, vuelve a su diócesis original o en caso de haberse formado en el Seminario Castrense / Escuela de capellanes «San Juan Pablo II» puede incardinarse en la diócesis que quiera, previo acuerdo con el respectivo obispo. Aunque se puede renovar el contrato de capellán permanente otros 8 años más (repitiendo la oposición a temporal). 
Para ser capellán permanente hay que tener los siguientes requisitos:
- Haber sido como mínimo 3 años capellán temporal.
- Estar en posesión de una licenciatura eclesiástica (máster).
- Volver a superar la oposición (que es igual).

La estructura jerárquica de los capellanes está compuesta de la siguiente manera:
- Los capellanes temporales tienen consideración  de capitán.
- Los capellanes permanentes tienen consideración de comandante.
- Los capellanes permanentes con más de 15 años de servicio (desde que ingresaron como temporales) tienen consideración  de teniente coronel.
- Los capellanes permanentes con más de 25 años de servicio (desde que ingresaron como temporales) tienen consideración  de coronel.

Resumen:
- De capitán a comandante, por promoción (oposición).
- De comandante a teniente coronel, por antigüedad.
- De teniente coronel a coronel, por antigüedad.

La estructura jerárquica de los seminaristas y diáconos castrenses está compuesta de la siguiente manera:
- Aspirante a seminarista, del propedéutico, con consideración de aspirante MPTM.
- Seminarista del primer curso universitario, tiene consideración de cadete de 1.er curso.
- Seminarista del segundo curso universitario, tiene consideración de cadete de 2.º curso.
- Seminarista del tercer, cuarto y quinto curso universitario o de excedencias por ampliar plan de estudios (licenciatura, pastoral parroquial, etc.) tiene consideración de alférez.
- Seminarista que se ordena diácono, durante ese periodo transitorio hasta ser capellán, tiene consideración de teniente.

## Divisas usadas por los capellanes y seminaristas castrenses
Todos llevarán el emblema distintivo del Servicio de Asistencia Religiosa a las Fuerzas Armadas (SARFAS), que se compone por la cruz latina, las hojas de roble y la corona real. 
Las divisas de los capellanes temporales (capitanes), diáconos (tenientes) o seminaristas (alféreces) estarán constituidas por estrellas eclesiásticas, que serán representadas por un círculo con tres líneas diametrales en su interior, una vertical y dos diagonales, cuyos extremos están divididos en partes iguales (seis puntas). Siendo tres estrellas eclesiásticas las del capitán, puestas en colocación de triángulo, dos las del teniente y una sola la del alférez. A las estrellas eclesiásticas de los capellanes permanentes (comandantes, tenientes coroneles y coroneles) se les añadirá una cuarta línea diametral horizontal (ocho puntas). Siendo colocadas en línea, tres para el coronel, dos para el teniente coronel y una sola para el comandante. Las divisas de los seminaristas cadetes estarán constituidas por uno o dos ángulos rectos, cuyos vértices están apuntando hacia abajo, como los cadetes oficiales de las academias de oficiales de las Fuerzas Armadas. Los aspirantes a seminaristas, del propedéutico, al igual que el resto de aspirantes de las FFAA (aspirante MPTM), irán sin divisa. Las imágenes corresponden a los manguitos colocados en las hombreras y a las tiras de pecho o «galletas».
| Código OTAN | OF-5                                                                     | OF-4                                                                              | OF-3                                                | OF-2                                           | OF-1                                                                                       | Seminaristas Alféreces | Seminaristas Cadetes                                                                          | Seminaristas Cadetes                                                                               | Aspirantes a Seminarista                                                                 |
| --- | ------------------------------------------------------------------------ | --------------------------------------------------------------------------------- | --------------------------------------------------- | ---------------------------------------------- | ------------------------------------------------------------------------------------------ | --- | --------------------------------------------------------------------------------------------- | -------------------------------------------------------------------------------------------------- | ---------------------------------------------------------------------------------------- |
| España | Capellán permanente con consideración de coronel (+25 años servicio)     | Capellán permanente con consideración de teniente coronel (+15 años servicio)     | Capellán permanente con consideración de comandante | Capellán temporal con consideración de Capitán | Seminarista diácono transitorio con consideración de Teniente                              | Seminarista alférez de 3er, 4º y 5º curso universitario + tiempo de pastoral con consideración de alférez                                 | Seminarista cadete de 2º curso universitario con consideración de cadete de 2º                | Seminarista cadete de 1er curso universitario con consideración de cadete de 1º                    |                                                                                          |
| España | Capellán permanente (+ 25 años de servicio) con consideración de coronel | Capellán permanente (+ 15 años de servicio) con consideración de teniente coronel | Capellán permanente con consideración de comandante | Capellán temporal con consideración de capitán | Seminarista diácono transitorio con consideración de teniente (2ª etapa del séptimo curso) | Seminarista de 3er, 4º y 5º curso universitario (Teología) + etapa pastoral (7º curso) con consideración de alférez (4º, 5º, 6º y 7º año) | Seminarista de 2º curso universitario (Filosofía) con consideración de cadete de 2º (3er año) | Seminarista de 1er curso universitario (Filosofía) con consideración de cadete de primera (2º año) | Aspirante a seminarista, del propedéutico, con consideración de aspirante MPTM (1er año) |
| Nota: los empleos académicos de los alumnos del Seminario Castrense/Academia de Capellanes «San Juan Pablo II» no poseen asignaciones de códigos OTAN incluido el seminarista alférez. |                                                                          |                                                                                   |                                                     |                                                |                                                                                            | |                                                                                               | |                                                                                          |

NOTA: desde los aspirantes a seminaristas, del propedéutico (1er año), hasta los seminaristas alféreces de último curso (7º), no perciben ningún sueldo ni retribución económica, ya que a pesar de tener consideración de cadetes o alféreces, no forman parte íntegramente de SARFAS y por ende no aparecen en el BOE. Empezando a cobrar a partir del empleo de Seminarista diácono transitorio con consideración de teniente (2ª etapa del séptimo curso).